# فیمس ایموس
فیمس ایموس (انگلیسی: Famous Amos) یک نام تجاری کلوچه است که در سال ۱۹۷۵ در لس آنجلس توسط والی ایموس، یک عامل استعدادیابی سابق در آژانس ویلیام موریس، تأسیس شد.